# Megumi Matsushita

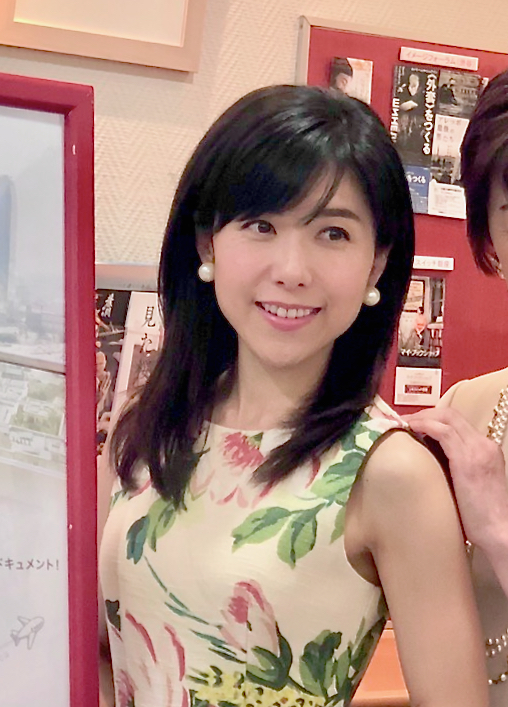
Megumi Matsushita (2019)

Megumi Matsushita (japanisch 松下 恵 Matsushita Megumi, * 16. Januar 1981) ist eine japanische Schauspielerin.

## Leben
Megumi Matsushita wurde am 16. Januar 1981 in Tokio, Japan, geboren. Ihre Mutter ist Rumi Sakakibara, eine bekannte Schauspielerin in Japan, und ihr Vater der Geschäftsmann Motoh Matsushita. Sie hat keine Geschwister. Megumi Matsushita gab ihr Schauspieldebüt im Alter von 11 Jahren, als sie zusammen mit ihrer Mutter in einer Fernsehshow auftrat. Aufgrund dieses Auftritts wurde sie von der Agentur Horipro gescoutet. Im nächsten Jahr gab sie ihr Fernsehdebüt in dem Drama Kachosan no Yakudoshi (1993) als Akemi, die Tochter der Hauptfigur, gespielt von Kenichi Hagiwara. Von Oktober 1995 bis März 1996 spielte sie die Klassenleiterin Rumi Imaruoka in dem TV-Drama Sannen B-gumi Kinpachi-sensei.
Als sie 16 Jahre alt war, spielte sie die Hauptfigur Natsumi in dem Spielfilm Remembering the Cosmos Flower (1997), der beim Idyllwild International Festival of Cinemaals bester Spielfilm ausgezeichnet wurde.
Ebenfalls 1997 begann Megumi, am Theater zu arbeiten. Sie hatte ihren ersten Auftritt auf der Bühne als Wendy im Musical „Peter Pan“. Im selben Jahr spielte sie auch Rebecca Gibbs in Thorton Wilders Our Town. In den folgenden Jahren spielte sie die älteste Tochter Liesl in dem Musical The Sound of Music (1998), und die Hauptrolle der Midori in Ichiyō Higuchis Takekurabe (1998). Im nächsten Jahr spielte sie Fredrika Armfelt in Stephen Sondheims A Little Night Music.
Bei anderen Unternehmungen war sie die Stimme von „Fiorina“ in dem Animationsfilm „Haha o Tazunete Sanzenri or 3000 Leagues in Search of Mother“ (1998), und spielte die Hauptfigur Hitome Hayama in Another Mind (1998), einem Abenteuerspiel von Square für die Playstation. 1999 war sie Moderatorin des deutschen Studienfernsehprogramms von NHKs, „Doitsugo Kaiwa“.
Im Jahr 2000 spielte sie die Prinzessin Chinatsu in dem langlaufenden historischen Drama „The Unfettered Shogun“.
Im Jahr 2001 machte sie ihren Abschluss am Aoyama Gakuin Women’s Junior College. Sie erhielt einen „Associate of Arts“-Abschluss in englischer Literatur.
Bisher hat Megumi in über 70 Fernsehsendungen, zwölf Filmen und 18 Theaterstücken mitgewirkt. Einige bemerkenswerte Auftritte sind:
Gastauftritte im Fernsehen in „Mito Kōmon“ (2002 und 2009), „AIBOU: Tokyo Detective Duo“ (2008 und 2009), „Ouroboros“ (2015) und „Kasoken no onna“ (2018).
Im Film spielte sie Utsusemi in „Sakuran“ (2006), die Friseurin in „Exte“ (2007), Megu, die Tochter von Gō Hideki/Ultraman Jack, in „Superior Ultraman 8 Brothers“ (2008) und Iketani-kuns Mutter in „A Boy and His Samurai“ (2010).
Im Jahr 2011 spielte sie den Bösewicht, ALIEN SALOME Ligier, in „Ultraman Premire 2011“ auf der Bühne.
Sie war das Thema des Dokumentarfilms „Wake up in America“ (2019). Der Film wurde vom Japan Film Festival of Los Angeles mit dem „Special Thanks Award“ ausgezeichnet.